# Realismo en Ecuador
El realismo en Ecuador surgió como una reacción al romanticismo, enfocándose en la representación objetiva de la realidad social y la vida cotidiana, en contraste con la idealización romántica. Autores como Miguel Riofrío, con su novela pionera "La Emancipada", y Manuel J. Calle, con "Carlota", exploraron temáticas de opresión y desigualdad. Luis A. Martínez, con "A la costa", introdujo una visión crítica del conservadurismo y regionalismo. En la Amazonía, Enrique Vacas Galindo y Eudófilo Álvarez, con obras como "Nankijukima" y "Zapikia y Nanto", respectivamente, aportaron una perspectiva realista sobre la vida indígena, en una narrativa que se vio influenciada por la ciencia. Después vendría el Grupo de Guayaquil, con figuras como José de la Cuadra, Demetrio Aguilera Malta, Alfredo Pareja Diezcanseco, Enrique Gil Gilbert y Joaquín Gallegos Lara, que profundizaron en el realismo social, abordando la vida montuvia y las injusticias urbanas. El indigenismo, liderado por Jorge Icaza, denunció la explotación indígena, mientras que Adalberto Ortiz y Nelson Estupiñán Bass destacaron en la literatura realista afroecuatoriana. Hacia finales del período, autores como Ángel Felicísimo Rojas y Pedro Jorge Vera continuaron la tradición realista de manera tardía, preparando el camino para nuevas tendencias literarias.

## El nacimiento del realismo

### El realismo y el liberalismo
El realismo nace en contraposición al romanticismo y se manifiesta en un cambio de enfoque literario. El romanticismo, como corriente estética se caracteriza por el culto a lo individual, a lo subjetivo y a veces inacabado, cosa que se contrapone al ideal de la universalidad y sociabilidad de la ilustración. Los principales exponentes en Ecuador serían Veintimilla, Llona, Zaldumbide, Mera, Montalvo, Tobar, Crespo Toral. La mayoría de ellos se dedicaron a la poesía sin embargo destaca en la novela Mera y Tobar, mientras que en el ensayo Montalvo. El realismo, en cambio, aspira a arraigarse en lo tangible, en lo observable, en la vida cotidiana de la gente común. Su meta es retratar la sociedad tal cual es, con sus problemáticas, sus contradicciones y sus injusticias, sin adornos ni idealizaciones y con una actitud crítica, frecuentemente. Por otro lado, también se diferenciaron los escritores realistas del costumbrismo que se caracterizaba por pintar un cuadro de las costumbres y tradiciones de una región, resaltando anecdótico y pintoresco, muchas veces con ironía y humor, caracterizados en Ecuador por autores como Baquerizo Moreno y Víctor M. Rendón. El realismo, por su parte, va más allá de la mera descripción y busca analizar las estructuras sociales, las relaciones de poder y las fuerzas que moldean la vida de las personas, muchas veces denunciando injusticias.

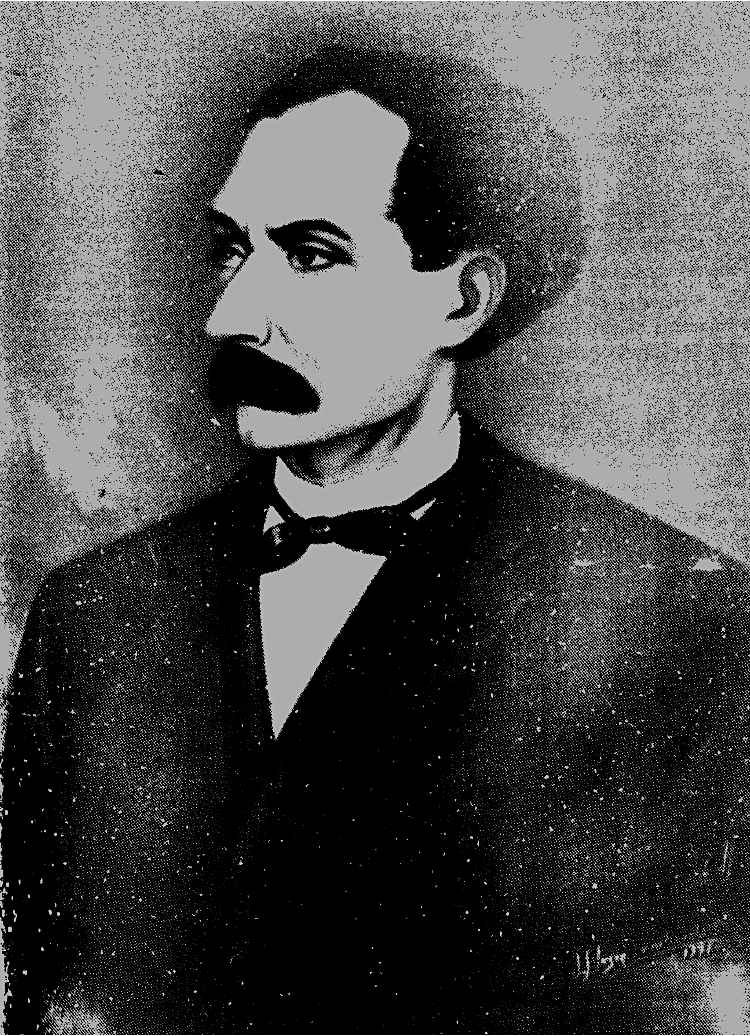
Miguel Riofrío

La primera novela realista de Ecuador la escribió Miguel Riofrío con "La Emancipada", publicada en 1863. Su obra se caracteriza por representar la tensión entre la opresión patriarcal del siglo XIX y la rebeldía de su protagonista, Rosaura.  Riofrío además critica la sociedad de su época y transforma a Rosaura en una heroína que desafía los roles de género y raza. El autor usa a este personaje como símbolo como en la novela. La denuncia y el enfrentamiento en su novela también se representaba en su vida, puesto que al estar alineado al partido liberal, sufrió la oposición de los conservadores, lo que lo obligó a exiliarse en Perú, donde desarrollaría además su faceta como linguista. Su obra se caracteriza por el anticlericalismo, la rebelión contra los abusos del sistema patriarcal, la defensa de los derechos de la población indígena y la necesidad de educación para las mujeres.
A esto se suma los escritores Manuel J. Calle, Luis A. Martínez y Roberto Andrade  que publicarían importantes novelas durante la Revolución Liberal. Calle publicaría "Carlota" en el año de 1897, en distintas entregas o fragmentos como parte de "La Semana literaria". Se caracteriza por tener tintes autobiográficos, y narrar la historia de una joven serrana que migra a la costa y se ve obligada a prostituirse en Guayaquil debido a su pobreza. En esta estructura de la obra se puede ver como Calle continúa con la temática de Riofrío en la Emancipada: la situación de la mujer en medio de una sociedad difícil. Además incluye un tema importante en la lucha entre conservadores y liberales, el regionalismo. Esto a su vez se relaciona con la novela "A la costa" de Luis A. Martinez que sería publicado siete años después en 1904 y que tiene entre los temas que trata a la relación entre sierra y costa. Ambas novelas se caracterizan por mostrar de una forma descarnada la realidad social ecuatoriana, Carlota enfocándose en la difícil situación de las mujeres de bajos recursos, mientras que "A la costa" en el enfrentamiento entre conservadores y liberales. A estas dos novelas se suma "Pacho Villamar" de Roberto Andrade publicada en 1900, narra la vida de Francisco Villamar, un joven provinciano que se traslada a Quito y se involucra en el liberalismo, llegando a ser cercano a Juan Montalvo, quien incluso lo rescata y lo involucra en la gesta del 8 de septiembre. A pesar de su filiación liberal, la novela presenta una visión tradicional de la mujer a través del personaje de Magdalena Gutiérrez, una mujer de origen moreno marcada por la voluptuosidad y capaz de pasiones negativas tras tener un hijo fuera del matrimonio. No obstante, Andrade aboga por la educación femenina como medio para superar estas pasiones, revelando una coexistencia de discursos culturales y sugiriendo que el proyecto liberal en la literatura podría ser una continuación del proyecto conservador de construir la identidad nacional. En general, la novelística durante esta época tiene varias características en común como son relación Sierra y Costa, temas históricos y políticos, con personajes que están muy bien definidos y que además responden a las ideologías dominantes de la época.

### El realismo y las misiones en la Amazonía
Por otro lado, se debe resaltar la novelística con temática indígena que se llevó a cabo en fruto de las Misiones en la Amazonía de Ecuador En este sentido se debe destacar a Enrique Vacas Galindo quien fuera un  cartógrafo, historiador y religioso ecuatoriano, reconocido por sus expediciones científicas y religiosas en la Amazonía ecuatoriana durante el siglo XIX. Su faceta científica marcaría su horizonte literario y sus viajes y misiones en la amazonía de Ecuador quedaron plasmados en su obra "Nankijukima", donde narró sus experiencias mientras exploraba el río Amazonas. En 1895, publicó su libro que trata acerca de un relato novelado de sus viajes por la selva oriental que incluía un mapa geográfico de la región y datos sobre las costumbres de los pueblos indígenas, como la práctica de reducir cabezas (tzanzas), cuyo comercio denunció.
En Nankijukima, el realismo toma protagonismo desde el hecho de que Vacas Galindo era principalmente un científico, no un escritor, y la manera en la que relata los hechos es enciclopédica y autobiográfica, concentrándose en la recopilación de datos principalmente antes que en la técnica literaria. Por esta razón su obra fue llamada incluso una "cuasi novela", lo que da testimonio de la primacía del realismo por sobre el resto de elementos literarios. Ahí destaca naturaleza, la cultura de los pueblos no contactados y el idioma shuar, con un importante componente histórico. Nankijukima es el nombre de un héroe legendario de los shuar que lleva una lanza para el combate que forma parte principal de este relato histórico geográfico novelado.A esto se suma la novela "Zapikia y Nanto", de Eudófilo Álvarez, publicado en 1894, sin embargo fue difundida mucho tiempo después, y recuperada por Alfredo Costales a 76 años de su creación. Sería copiada por Alejandro Ojeda quien publicaría una novela bajo el título de "Etza o Alma de la raza jívara" de Alejandro Ojeda y publicada en 1935. Estas novelas, a juicio de Alfredo Costales logran "desnudar a la cultura del selvícola, mostrando al mundo blanco mestizo aquel esplendor entográfico que había estado oculto por siglos que igual que las entrañas de la tierra tenía hasta ahora escondidas las minas de oro." Por selvícola Costales se refiere al habitante de la amazonía para diferenciarle del indígena de los Andes que vivía en ciudades desde siglos atrás. Este realismo, aunque se basa en el conocimiento científico, se diferencia de la ciencia ficción en Ecuador, desarrollada durante estos años, especialmente por Francisco Campos Coello en el hecho de que muestra la realidad como es, de manera científica y no pretende imaginar como podría ser en el futuro a través del progreso de la ciencia.

## El Grupo de Guayaquil

### El realismo social

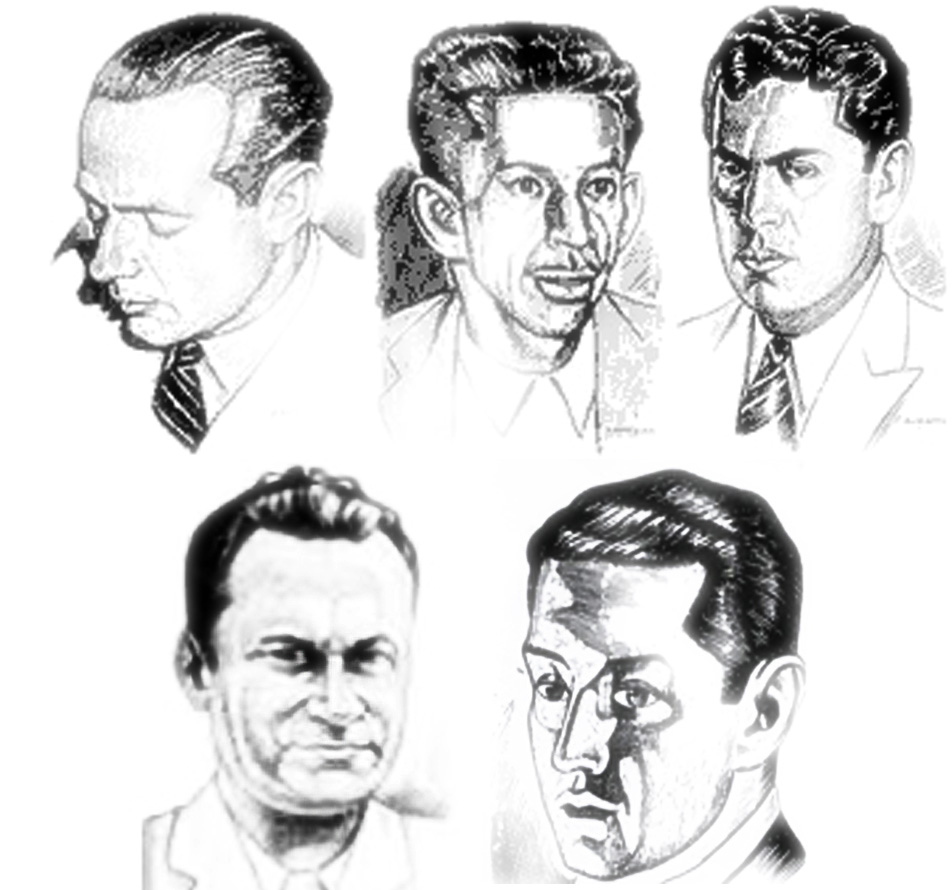
Los integrantes del Grupo de Guayaquil: izq-der arriba: Alfredo Pareja, Joaquín Gallegos Lara, Enrique Gil Gilbert. Izq-der abajo: Demetrio Aguilera Malta, José de la Cuadra

El realismo continuaría en Ecuador a través del Grupo de Guayaquil, que iniciaría con la publicación del libro de cuentos "Los que se van" en 1930 por los autores ecuatorianos Demetrio Aguilera Malta, Joaquín Gallegos Lara y Enrique Gil Gilbert.  El libro se caracterizó por su realismo y crudeza y se convertiría en un clásico de la literatura realista de Ecuador. A estos tres escritores iniciales se sumarían José de la Cuadra y Alfredo Pareja Diezcanseco para conformar el Grupo de Guayaquil.
Empezando por la narrativa de Enrique Gil Gilbert, se debe destacar el libro escritor ecuatoriano el libro "Yunga" que es una colección de cinco cuentos publicada en 1933, y que se caracteriza por su denuncia social hacia grupos excluidos como indígenas y afrodescendientes, ampliando el enfoque de sus primeros cuentos sobre el montuvio y el cholo. Posteriormente, en 1942, Gil Gilbert publicó "Nuestro pan", su novela más representativa, que narra el proceso de producción del arroz, alimento fundamental en la dieta ecuatoriana. La obra presenta los vaivenes y la explotación que sufren los trabajadores a manos del dueño de la plantación, consolidando el compromiso del autor con el realismo social y la denuncia de las injusticias laborales.

### El realismo social y la novela histórica
En cuanto al realismo social y la novela histórica se debe mencionar a Gallegos Lara y Pareja Diezcanseco. Ambos empezarían sus escritos en la década del treinta inmersos en el realismo social para después en la década del cuarenta en adelante dedicarse a la novela histórica. Por la parte de Pareja Diezcanseco incluso publicando libros de historia propiamente dichos.
Primero, Joaquín Gallegos Lara sería el principal proponente de esta corriente literaria, con un compromiso político. Su activismo en el partido comunista y su publicación de la novela  "Las cruces sobre el agua" (1946), una obra que narra la Masacre de obreros del 15 de noviembre de 1922 en Guayaquil, definen la vida de Gallegos Lara. Esta novela lo consolidó como uno de los iniciadores del tema urbano en la narrativa ecuatoriana y es considerada un clásico de la literatura de su país. Se inscribe además en la corriente del realismo socialista ecuatoriano, pero con un enfoque menos costumbrista y más centrado en la vida de los sectores humildes y marginados de la ciudad. Gallegos Lara, quien tenía 13 años durante los hechos utilizó su pluma para retratar a personajes históricos y transmitir la realidad social de la época, dejando un legado literario que perdura hasta el día de hoy. A esto se suma el escritor Alfredo Pareja Diezcanseco por sus libros que retrataban la realidad nacional, reivindicando a los grupos marginados como el montuvio, el indígena y el afroecuatoriano. Novelas como "Baldomera", "El muelle" y "Las tres ratas", y la biografía novelada de Eloy Alfaro, "La hoguera bárbara", son ejemplos destacados de su producción literaria. Su primera etapa literaria se centró en el realismo social, trasladando las tramas del campo a la ciudad y explorando la vida de personajes afectados por la pobreza y la delincuencia. A esta etapa corresponden los libros "El muelle" y "Baldomera". Posteriormente, con "Las tres ratas", inició una segunda etapa enfocada en la historia del Ecuador desde la Revolución Juliana de 1925, a través de la serie de novelas "Los años nuevos". Pareja Diezcanseco es considerado uno de los renovadores de la novela latinoamericana del siglo XX, destacando por su libertad creativa y su visión crítica de la sociedad ecuatoriana. El crítico Karl H. Heise resaltó su sensibilidad, inteligencia y capacidad de evolución en su obra, lo que le otorgó un sentido evolutivo a su trayectoria literaria. La influencia de ambos escritores sería grande, por ejemplo en el caso de Gallegos Lara,persuadiría a Humberto Salvador a abandonar la vanguardia de inicios de su carrera, lo que llevaría a Salvador a publicar novelas realistas como "Camarada" y "Trabajadores". Después la producción novelística de Salvador involucionaría hacia una literatura psicologista de dudosa calidad.

### El realismo social y el realismo mágico
Por otro lado se debe analizar la narrativa de Demetrio Aguilera Malta y José de la Cuadra por las características míticas que acompañan a su narrativa. De la Cuadra fue un influyente escritor ecuatoriano conocido por su habilidad como cuentista y su exploración de la vida montuvia. Su obra se divide en dos una parte realista, marcada por su libro de cuentos "Horno" publicado en 1832 y una segunda parte caracterizada por el realismo mágico con la novela "Los Sangurimas", que narra el origen épico del montuvio ecuatoriano. Por su parte el escritor Demetrio Aguilera Malta destacó como novelista, dramaturgo, cineasta y pintor. Al igual que José de la Cuadra, su trabajo abarcó diversos géneros, desde el realismo social y en su caso hasta el realismo mágico, y fue reconocido tanto a nivel nacional como internacional. Su carrera literaria comenzó con el libro de cuentos "Los que se van", pero alcanzó la fama con novelas como "Don Goyo" y "Siete lunas y siete serpientes".
De la Cuadra fue un escritor clave dentro de la literatura montuvia y se convirtió en su máximo exponente. A sus libros de literatura complemento con su estudio del "Montuvio ecuatoriano" donde analizaría la vida desde un punto de vista sociológico a este grupo de campesinos de Ecuador. De la Cuadra al ser el mayor de la generación además tendría una fuerte influencia sobre el resto de escritores del Grupo de Guayaquil. Aguilera Malta también incursionó en el teatro, donde exploró la tensión entre el realismo y el expresionismo, creando obras que reflejaban la realidad social y política de su tiempo. Sus obras teatrales, como "El tigre", "Dientes blancos" e "Infierno negro", lo consolidaron como uno de los dramaturgos en la literatura ecuatoriana. La evolución de su obra literaria y teatral lo llevó desde el realismo social hasta el realismo mágico y el expresionismo. Sus novelas históricas y sus obras teatrales reflejaron su compromiso con la denuncia social y su exploración de la identidad latinoamericana.

## El indigenismo y la negritud

### El indigenismo

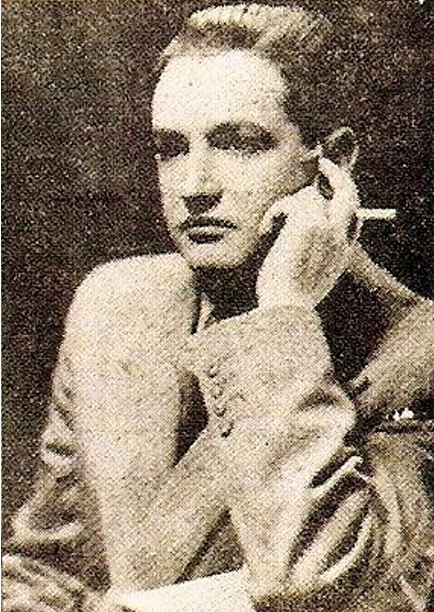
Jorge Icaza

La literatura indigenista incluye a autores como Fernando Chaves Reyes, Jorge Icaza y G. h. Mata entre sus principales exponentes. Chávez iniciaría su obra con la novela corta "La Embrujada" (1923), donde retrató la vida indígena de Otavalo. Sin embargo su obra más influyente sería "Plata y bronce" (1927), que consolidó este movimiento al criticar las dinámicas sociales entre indígenas y la élite, ganando reconocimiento literario y estructurando la novela con la temática característica del realismo social, denunciando los poderes dominantes.
Por su parte Jorge Icaza sería el más reconocido de los tres con su obra más célebre, "Huasipungo" (1934), le ganó reconocimiento y se volvió popular en la literatura latinoamericana por su cruda denuncia de la explotación y la degradación de los indígenas en Ecuador. G. h. Mata quien se dedicara a la poesía novela y la crítica, fue un autor que se caracterizó por la polémica y la crítica mordaz hacia figuras y obras literarias consagradas. Entre sus trabajos más conocidos se encuentran "Sumag Alpa" (1940), una novela que retrata la difícil situación de los indígenas desposeídos. Sin embargo, de los tres el más destacado sería Icaza quien continuaría publicando más libros  donde profundiza en la psicología de sus personajes y explora las complejidades de la identidad ecuatoriana. En "Cholos", por ejemplo, analiza la transformación del campesino andino en burgués, mientras que "El chulla Romero y Flores" presenta un personaje atrapado entre dos mundos, rechazado tanto por los blancos como por los indígenas. A lo largo de su carrera literaria, Jorge Icaza publicó numerosas novelas, cuentos y obras de teatro que abordaron temas como la lucha de clases, la discriminación racial y la búsqueda de identidad. Su obra, caracterizada por un realismo descarnado, una profunda comprensión de la realidad ecuatoriana, y la introspección psicológica, lo convirtió en un referente de la literatura indigenista.

### La negritud
Entre los principales exponentes de la literatura afroecuatoriana con vínculos con la corriente realista encontramos a Adalberto Ortiz y Nelson Estupiñan Bass, especialmente en lo que a sus novelas "Juyungo" y "Cuando los guayacanes florecían", se refiere. Adalberto Ortiz fue un destacado novelista, poeta, pintor y diplomático ecuatoriano, reconocido como uno de los grandes exponentes de la literatura afroecuatoriana. Su obra más conocida, la novela "Juyungo" (1943), narra la vida y las luchas del pueblo afroecuatoriano, explorando temas como la discriminación, la injusticia y la resistencia cultural. Ortiz, quien también cultivó la poesía y rescató la tradición oral de su comunidad, fue propuesto como candidato al Premio Nobel de Literatura. "Juyungo" se centra en la vida de Ascensión Lastre, apodado Juyungo, un joven afroecuatoriano que se enfrenta a los conflictos interraciales y a la opresión en el contexto de la guerra de 1941. La novela, influenciada por las experiencias personales de Ortiz y por obras literarias de temática similar, examina la historia, la etnia, la violencia y la lucha por la tierra del pueblo afroecuatoriano. La obra fue galardonada con el Concurso Nacional de Novela en 1942 y publicada al año siguiente en Argentina. Por su parte Nelson Estupiñán Bass destacaría por su libro "Cuando los guayacanes florecían", donde narra la rebelión de Carlos Concha Torres en Esmeraldas tras la muerte de Eloy Alfaro. Estupiñán Bass fue propuesto para el Premio Nobel de Literatura en 1998 y recibió el Premio Nacional Eugenio Espejo en 1993. Su carrera literaria se caracterizó por su compromiso político de izquierda que vinculó a su narrativa realista. A pesar de ello, continuó escribiendo y publicando obras que exploraban la realidad afroecuatoriana y la historia de su país. Su obra abarcó diversos géneros, incluyendo poesía, ensayo y novela, y fue traducida a varios idiomas.

## El realismo social tardío y las nuevas tendencias
En simultáneo con a Ortiz y Estupiñán Bass se desarrollaría una narrativa realista posterior a los libros publicados en la década del treinta mientras el boom latinoamericano se encontraba en ciernes. En estos años por ejemplo, Enrique Terán publicaría ya en la etapa final de su vida el libro "El cojo Navarrete" en 1940, novela sobre la revolución liberal que tendría popularidad y sería llevada a la televisión. Sin embargo en esta época destacarían principalmente los escritores Pedro Jorge Vera y Angel Felicísimo Rojas. El primero publicaría por su novela 1946 bajo el título de "Los animales puros" donde explora la frustración de sus ideales políticos y su lucha por mantener sus principios éticos en un contexto de injusticia y desigualdad. Después de esto Vera exploraría el cuento y el drama con una carrera prolífica y muchas publicaciones. Por su parte Ángel Felicísimo Rojas, con una obra más corta, sin embargo su primer aporte sería en la cuentística con "Un idilio bobo" en 1946, que sería adaptado al teatro por el dramaturgo José Martínez Queirolo. A esto seguiría "El éxodo de Yangana" en 1949, y que sería calificada como la novela más bella de la generación y la más lograda y conocida del autor.
Posterior a esto, la literatura de Ecuador pasaría hacia un otras corrientes con mayor influencia por parte del vanguardismo en Ecuador, destacando principalmente la experimentación en la narrativa de Pablo Palacio y el realismo mágico en José de la Cuadra. De esta manera sería superado el realismo y se abriría paso a nuevos estilos, encabezados por Cesar Dávila Andrade, Jorge Enrique Adoum, Miguel Donoso Pareja, Alicia Yánez Cossio, entre otros. Además se daría el auge de la ciencia ficción en Ecuador con Abdon Ubidia, Santiago Páez y el boom de literatura infantil como Hernán Rodríguez Castelo, Edna Iturralde, Edgar Allan García y María Fernanda Heredia.